# Sergej Prokofjev (antroposoof)
Sergej Olegovitsj Prokofjev, ook genoemd Sergej O. Prokofieff (Russisch: Сергей Олегович Прокофьев) (Moskou, 16 januari 1954 — Dornach, 26 juli 2014) was een Russische antroposoof.

## Biografie
Sergej Olegovitsj Prokofjev was de zoon van beeldhouwer Oleg Sergejevitsj Prokofjev (1928-1998) en schrijfster Sofia Feinberg (1928), en een kleinzoon van componist en naamgenoot Sergej Prokofjev (1891-1953).
Prokofjev studeerde aan de Hogeschool van Moskou schilderkunst en kunstgeschiedenis. Op zijn veertiende jaar leerde Prokofjev de antroposofie kennen en hij besloot hieraan zijn leven te wijden. Tussen zijn 26ste en 28ste jaar schreef hij zijn eerste boek Rudolf Steiner en de grondvesting van de nieuwe mysteriën. Dit werd eerst in 1982 in een Duitse vertaling uitgegeven; het Russische origineel verscheen pas in 1992.
Na de val van het Sovjetbewind was Prokofjev mede-oprichter van de Antroposofische Vereniging in Rusland. Vanaf 2001 was hij lid van het bestuur van de Allgemeine Anthroposophische Gesellschaft in Dornach, maar in maart 2013 moest hij om gezondheidsredenen met emeritaat gaan. Daarnaast was hij actief als schrijver en hield hij in tal van landen in en buiten Europa voordrachten over antroposofie.
Sergej Prokofjev overleed op 26 juli 2014 na een langdurige ziekteperiode. Kort na zijn dood is over hem een boek in het Nederlands verschenen waarin op zijn leven en werk wordt ingegaan. Veel van zijn boeken worden door Perun Boeken uitgegeven.